# Neue Jüdische Zeitung
Die Neue Jüdische Zeitung war eine jiddischsprachige Zeitung, die von 1881 bis 1884 in Budapest im Königreich Ungarn in der Habsburgermonarchie erschienen ist. Herausgeber und Chefredakteur war Carl Lederer.